# Aspilus setosus
Aspilus setosus är en skalbaggsart som beskrevs av Hermann Burmeister 1847. Aspilus setosus ingår i släktet Aspilus och familjen Cetoniidae. Inga underarter finns listade.